# Mevlüt Çavuşoğlu
Mevlüt Çavuşoğlu (Alanya, 5 de fevereiro de 1968) é um político da Turquia, atual presidente da Assembleia Parlamentar do Conselho da Europa desde 2010. É também deputado na Grande Assembleia Nacional da Turquia, em representação da província de Antália, cargo para que foi eleito pela primeira vez em 2002. Foi um dos membros fundadores do Partido da Justiça e Desenvolvimento (AKP), atualmente no poder na Turquia.

## Biografia
Çavuşoğlu licenciou-se em Relações Internacionais na Universidade de Ancara em 1988. Tem um mestrado em Economia da Universidade de Long Island (1990-1991), de Nova Iorque e foi bolseiro da London School of Economics (1993-1995). É casado com Hülya Çavuşoğlu e tem uma filha.

## Presidência da Assembleia Parlamentar do Conselho da Europa
Çavuşoğlu juntou-se à assembleia em 2003 e pouco depois foi nomeado líder da delegação turca e vice-presidente da assembleia. Foi eleito presidente em janeiro de 2010, substituindo o espanhol Lluís Maria De Puig.A sua candidatura ao cargo foi apaoiada por todos os principais partidos turcos. Este cargo foi a razão avançada para que não lhe tenham sido atribuídas mais responsabilidades aquando da reestruturação do AKP de outubro de 2009, pois já se esperava a sua eleição.

## Nota
- Este artigo foi inicialmente traduzido, total ou parcialmente, do artigo da Wikipédia em inglês cujo título é «Mevlüt Çavuşoğlu», especificamente desta versão.